# Rupert Wagner
Rupert Wagner (* 7. August 1980 in Rosenheim) ist ein deutscher Kanute.
Wagner begann 1992 zunächst beim Kanu-Klub Rosenheim im Wildwasserrennsport sowie im Kanuslalom (Deutscher Schülermeister 1994 je im Einzel und in der Mannschaft in Abfahrt und Slalom), wechselte 1998 aber zum Kanurennsport und wurde in diesem Jahr bereits Junioren-Europameister im Vierer-Kajak. Im Jahr 2005 konnte er sich erstmals für die Nationalmannschaft in der Leistungsklasse qualifizieren. Bei den Weltmeisterschaften 2006 in Szeged belegte er mit Andreas Ihle im Zweier-Kajak über 1000 m den zweiten Platz. Bei den Weltmeisterschaften 2007 in Duisburg scheiterte das Duo mit Platz vier knapp an einer Medaille. Mit derselben – für den Verband nicht befriedigenden – Platzierung beendeten sie auch die Europameisterschaften 2008. Zum für die Teilnahme an den Olympischen Spielen 2008 in Peking entscheidenden Weltcup in Szeged wurde Wagner in einen Zweier mit Neuling Martin Hollstein umbesetzt und verfehlte über 500 Meter mit einem den vierten Platz die Norm, da die Olympiasieger Ronald Rauhe und Tim Wieskötter Zweite des Rennens wurden. Die zweite Chance beim darauffolgenden Weltcup in Duisburg, wo er mit Ihle über 1000 m gegen Norman Zahm und Marcus Groß antreten sollte, konnte er wegen einer Erkrankung nicht nutzen. Der Verband entschied daraufhin, Ihle mit Hollstein fahren zu lassen, die sich in einem Stechen dann gegen Zahm/Groß durchsetzten und anschließend in Peking Olympiasieger wurden.
Der Diplom-Ingenieur startet seit 2005 für die KG Essen. Zuvor gehörte er dem MTV München von 1879 an.